# 금지된 사랑 (1983년 영화)
"금지된 사랑"(禁止된 사랑)은 1983년에 개봉한 대한민국의 영화이다.

## 캐스팅
- 박선희
- 최윤석
- 남궁원
- 방희
- 이미숙
- 길용우
- 이계인